# Wjatscheslaw Walerjewitsch Litowtschenko
Wjatscheslaw Walerjewitsch Litowtschenko (russisch Вячеслав Валерьевич Литовченко; * 7. Januar 1990 in der Russischen SFSR) ist ein russischer Eishockeyspieler, der seit Mai 2021 bei HK Sibir Nowosibirsk in der Kontinentalen Hockey-Liga unter Vertrag steht.

## Karriere
Wjatscheslaw Litowtschenko begann seine Karriere als Eishockeyspieler in der Nachwuchsabteilung von Amur Chabarowsk, für dessen zweite Mannschaft er von 2005 bis 2008 in der drittklassigen Perwaja Liga aktiv war. Anschließend gab der Angreifer in der Saison 2008/09 sein Debüt für Amurs Profimannschaft aus der neu gegründeten Kontinentalen Hockey-Liga. In seinem Rookiejahr blieb er dabei in zwei Spielen punkt- und straflos. In der folgenden Spielzeit kam er 13 Mal in der KHL zum Einsatz, blieb jedoch weiterhin ohne Punkterfolg.
In den folgenden Jahren etablierte Litowtschenko sich im KHL-Team von Amur und kam bis 2018 zu über 300 KHL-Partien. Im Mai 2018 verließ er seinen Heimatverein und wechselte zu Awtomobilist Jekaterinburg, wo er weitere 160 KHL-Partien absolvierte. Im Mai 2021 verließ er den fernen Osten und wurde vom HK Sibir Nowosibirsk verpflichtet.

## KHL-Statistik
(Stand: Ende der Saison 2018/19)